# Pin (Film)
Pin ist ein kanadischer Psychothriller/Horrorfilm aus dem Jahre 1988 von Regisseur Sandor Stern. Die Hauptrollen spielten David Hewlett und Cynthia Preston. Das Drehbuch dazu schrieb der Regisseur anhand des gleichnamigen Romans von Andrew Neiderman.

## Handlung
Der Kinderarzt Dr. Linden ist ein Ehemann und Vater mit strengen, autoritären Erziehungsmethoden. Gemeinsam mit seiner Frau zieht er seine beiden Kinder, Leon und seine ältere Schwester Ursula groß und versucht dabei, beide altersgerecht gleich zu behandeln.
In seiner Praxis sitzt in einer Ecke Pin, eine lebensgroße, transparente Anatomiepuppe, mit dessen Hilfe er sensible Themen gegenüber seinen Patienten „anspricht“. Linden, der die Technik des Bauchredens gekonnt beherrscht, beruhigt seine jungen Patienten, indem er Pin als eine Art Clown auftreten lässt. Gegenüber anderen Patienten wird Pin zur zweiten Meinung und zur Stimme des Gewissens. Linden benutzt Pin aber auch, um seine beiden Kinder aufzuklären. Die ältere Ursula ist davon weniger beeindruckt, denn sie hat bereits mit Freundinnen über dieses Thema gesprochen. Leon ist hingegen von der Vorstellung des Geschlechtsverkehrs abgeschreckt. Er hat Pin in sein Herz geschlossen und ist daher auch angewidert, als er eines Tages beobachten muss, wie eine Arzthelferin Pin zur Sexpuppe macht. Er zieht sich immer weiter zurück und entwickelt sich im Laufe der Zeit zu einem Psychopathen. Ursula hingegen ist ein lebenslustiger Teenager geworden, die eines Tages feststellen muss, dass sie unvermittelt schwanger geworden ist. Dr. Linden nimmt eine Abtreibung vor.
Zu einem späteren Zeitpunkt will Linden vergessene Unterlagen für einen Vortrags aus der Praxis abholen. Dabei überrascht er Leon, wie er mit Pin spricht. Er schickt ihn nach Hause und nimmt Pin kurzentschlossen als Anschauungsobjekt mit zum Vortrag. Seine Frau begleitet ihn zu dem Termin. Sie sind spät dran und Linden fährt viel zu schnell zum Veranstaltungsort. Im Rückspiegel sieht er Pin, wird von seinem Blick abgelenkt und verursacht einen Autounfall, bei dem er und seine Frau ums Leben kommen. Leon „rettet“ Pin aus dem Auto und nimmt ihn mit nach Hause. Er setzt ihn in einen Rollstuhl, zieht ihm die Kleidungsstücke seines Vaters an und schminkt ihm menschliche Gesichtszüge. Ursula ist entsetzt über das Verhalten ihres Bruders, doch sie lässt ihn gewähren, da nun beide alleine in der elterlichen Villa leben. Nach der Beerdigung zieht eine Tante bei den beiden ein, Ursula ist noch minderjährig. Doch die Tante kann sich an dem neu gewonnenen Haus nicht erfreuen: Pin bzw. Leon gibt Ursula ein Schlafmittel und erschreckt die herzkranke Tante nachts zu Tode, ihre Schreie werden von niemandem gehört und das Zimmer ist abgeschlossen.
Ursula möchte gerne wieder mehr unter Menschen kommen und hilft in der örtlichen Bibliothek aus. Dort lernt sie Stan kennen und die beiden kommen sich näher. Leon ist gegen die Beziehung, doch aus Liebe zu seiner Schwester lädt er Stan zum gemeinsamen Abendessen ein. Stan bemerkt, dass er sich mit einem Wahnsinnigen eingelassen hat und spricht davon, dass Leon in eine Klinik müsse, was dieser heimlich mithört. Unter einem Vorwand ruft Leon ihn einige Tage später an und bittet ihn, erneut in die Villa zu kommen, um eine Überraschungsparty für Ursula zu planen. Dort gibt er Stan ein Schlafmittel. Er schlägt ihn nieder und versteckt ihn unter Zeitnot unter einem Holzstapel. Ursula kommt früher als geplant nach Hause und findet schließlich Stans Armbanduhr, die er bei seinem Zweikampf mit Leon in der Villa verloren hat. Sie geht auf Pin mit einem Hackebeil los. Stan wird später von Polizei und Feuerwehr lebend aus dem Holzstapel geborgen. Leon überlebt ebenfalls. Er wird selbst zu Pin, im Rollstuhl am Fenster ein geschminkter und versteinerter Pflegefall.

## Kritiken
- „Psychothriller, der das Thema der verdrängten Sexualität zwar nur vordergründig entwickelt, in seinen inszenatorisch dichtesten Momenten jedoch eine beklemmende Studie des Wahns bietet.“ (Lexikon des internationalen Films[2])

- „gruselig, gut gespielt […] Gottseidank keine Spezialeffekte […] empfehlenswert“ (eFilmCritic.com[3])

- „Im Ton und im Geiste im Gefolge von ‚Psycho‘ […] Von David Hewlett […] glaubhaft gespielt […] nur Pin sitzt eigentlich nur herum“ (The Wire[4])

Janet Maslin von der New York Times scheint sich amüsiert zu haben:
- „Puppen stehen im Horrorfilm ja in einer Tradition des niederträchtigen Benehmens […] Pin ist zwar nicht direkt mörderisch, aber er ist so gefährlich, wie ein lebloses Objekt nur sein kann.“ (Janet Maslin: The New York Times[5])

## Sonstiges
Es produzierten Malofilm Group und Lance Entertainment mit Unterstützung von Telefilm Canada.
Pin wurde vom Atelier P&P entworfen und hergestellt, als Double sprang Réjean Dugal ein, die (Original-)Stimme lieh ihm Jonathan Banks.
In der Bundesrepublik Deutschland erschien der Film am 5. Juni 1989 auf Video.